# 7 июня
7 июня — 158-й день года (159-й в високосные годы) по григорианскому календарю.
До конца года остаётся 207 дней.
До 15 октября 1582 года — 7 июня по юлианскому календарю, с 15 октября 1582 года — 7 июня по григорианскому календарю.
В XX и XXI веках соответствует 25 мая по юлианскому календарю.

## Праздники и памятные дни
См. также: Категория:Праздники 7 июня

### Международные
- ООН — Всемирный день безопасности пищевых продуктов[2].

### Национальные
- Россия — День краудфандинга[3].
- Дания — День рождения Принца Йоахима.
- Испания — День Республики.
- Кыргызстан — День финансовых и экономических работников.
- Мальта — День мучеников.
- Норвегия — День провозглашения независимости (от Швеции в 1905).
- Перу — День флага.
- Гавайи — День бога Камелиха[4].

### Религиозные
Православие
- Третье обре́тение главы Пророка, Предтечи и Крестителя Господня Иоанна (ок. 850);
- память святителя Иннокентия (Борисова), архиепископа Херсонского (1857);
- память священномученика Ферапонта, епископа Кипрского (IV в.)[7];
- память преподобномученицы Елены (Коробковой), инокини (1938);
- память преподобномученика Тавриона (Толоконцева), монаха (1939);
- память святителя Иннокентия, архиепископа Херсонского (1857)[8].

### Именины
- Католические: Вяслав, Роберт.
- Православные: Елена, Иван, Иннокентий, Таврион, Ферапонт[5][6].

## События
См. также: Категория:События 7 июня

### До XVIII века
- 1099 — Первый крестовый поход: начало осады Иерусалима.
- 1340 — в Голландии основан город Роттердам.
- 1420 — войска Венецианской республики взяли Удине, уничтожив независимость Аквилейского патриархата как государства.
- 1494 — заключён Тордесильясский договор между Испанией и Португалией о разделе сфер колониальных захватов в Западном полушарии.
- 1498 — Христофор Колумб отправился в своё третье путешествие.
- 1520 — у Кале встретились король Англии Генрих VIII и король Франции Франциск I, которые устроили трёхнедельный пир с 10 тысячами придворных (этот пир на 10 лет опустошил французскую казну) — т. н. «Поле золотой парчи».
- 1585 — начало первого плавания Джона Дэвиса с целью найти северный путь из Англии в Индию.
- 1628 — Петиция о праве (один из фундаментальных законов Англии[англ.]) одобрена королём Карлом I и стала законом.
- 1640 — в Барселоне произошло событие известное как «Корпус крови»[исп.] — восстание каталонских крестьян против Короны. Убит вице-король и несколько королевских чиновников. Начало Сегадорского восстания.
- 1654 — коронован французский король Людовик XIV.
- 1684 — в ходе Войны за Воссоединение между Испанией и Францией взят Люксембург. Впоследствии он отошёл Франции по Регенсбургскому договору.
- 1692 — произошло землетрясение на Ямайке, вызвавшее цунами, которое уничтожило город Порт-Ройал — главную пиратскую базу в Карибском море. Начался закат эпохи пиратства в Вест-Индии.

### XVIII век
- 1732 — в Санкт-Петербурге заложен первый Зимний дворец, сооружённый для императрицы Анны Иоанновны.
- 1753 — английский король Георг II подтвердил парламентский акт о приобретении в государственную собственность коллекции покойного сэра Хэнса Слоуна.
- 1775 — на заседании Континентального конгресса Ричард Генри Ли внёс резолюцию о переименовании Соединённых Колоний (United Colonies) в Соединённые Штаты (United States).
- 1776 — все английские колонии Америки, кроме Нью-Йорка, проголосовали за независимость.

### XIX век
- 1867 — в России изданы особые правила, отдававшие студентов под двойной контроль — университетского начальства и полиции.
- 1872 — в Москве начато строительство первой в городе конно-железной дороги.
- 1880 — в ходе Тихоокеанской войны произошло сражение при Арике, закончившееся взятием города и его аннексией в пользу Чили.
- 1883 — освящение Храма Христа Спасителя в Москве.

### XX век
- 1903 — в Берлине французский учёный Пьер Кюри объявил об открытии нового химического элемента — полония.
- 1905 — расторжение Шведско-норвежской унии.
- 1917 — партия эсеров в России раскололась на правых и левых.
- 1919 — в Нью-Йорке впервые проведены письменные тесты для получения водительских прав.
- 1921 — заключён Договор о сотрудничестве между Румынией и Королевством сербов, хорватов и словенцев (будущая Югославия).
- 1927 — на территории СССР и Польши совершенно несколько террористических актов: взрыв партклуба в Ленинграде, убийства П. Л. Войкова и И. К. Опанского.
- 1929 — в соответствии с Латеранскими соглашениями образовано государство Ватикан.
- 1930 — постановлением Колхозцентра в СССР введён трудодень как единая мера учёта труда колхозников.
- 1938
  - Нацистское правительство Австрии объявило, что все желающие вступить в брак обязаны доказать своё арийское происхождение.
  - Первая пьеса показана по телевидению. Называлась она «Сюзанна и Бог» и имела оригинальный бродвейский состав исполнителей.
  - Первый полёт американского экспериментального самолёта Douglas DC-4E.
- 1939 — на экраны СССР вышел фильм Абрама Роома «Эскадрилья № 5» («Война начинается»), повествовавший о грядущей войне СССР с Германией. Фильм продержался на экране несколько дней, так как советско-германские отношения временно улучшились, и советская власть решила не раздражать Гитлера своей пропагандой.
- 1942 — Вторая мировая война: победой американцев над японцами завершилась битва за Мидуэй.
- 1945 — король Норвегии Хокон VII вернулся из изгнания, которое продолжалось ровно 5 лет.
- 1946 — возобновление в Великобритании регулярного телевещания Би-би-си. Передачи принимают менее 12 тысяч телезрителей.
- 1948 — отставка президента Чехословакии Эдварда Бенеша и установление коммунистического режима.
- 1950 — советское правительство выступило с меморандумом об Антарктике, направленным против планов США решить проблему «Ледяного континента» в узком кругу западных государств. В меморандуме говорилось о непризнании никаких решений в отношении Антарктиды, принятых без участия СССР, и упоминался приоритет русских открытий в Антарктике. Международный договор об использовании Антарктики только в мирных целях и свободе научных исследований на шестом континенте был заключён в 1959 году.
- 1960 — в Саудовской Аравии женщинам разрешено получать образование.
- 1962 — вступление Монгольской Народной Республики в СЭВ.
- 1963 — состоялся теледебют группы The Rolling Stones в программе Thank Your Lucky Stars. Фирма грамзаписи Decca выпустила первый сингл группы «Come On».
- 1965 — корпорация Sony представила первый домашний видеомагнитофон по цене $995 — CV-2000[англ.].
- 1967 — израильтяне взяли под контроль Стену Плача в Иерусалиме.
- 1981 — ВВС Израиля нанесли бомбовый удар по иракскому ядерному реактору Осирак и полностью уничтожили его.
- 1983 — запущена автоматическая межпланетная станция «Венера-16» для исследования Венеры.
- 1989
  - В ходе работы I Съезда народных депутатов СССР создана Межрегиональная депутатская группа — первая в Советском Союзе легальная парламентская оппозиция.
  - Катастрофа DC-8 под Парамарибо. Погибли 176 человек. Это крупнейшая катастрофа в истории Суринама.
- 1990
  - Алексий II избран патриархом Московским и всея Руси.
  - На встрече в Москве представители 7 государств Варшавского договора приняли решение пересмотреть характер и функции союза, которому из военного предстоит стать политическим. Венгрия заявила о своём намерении выйти из союза до конца 1991 года.
- 1991 — Верховный Совет Украинской ССР принял решение о переподчинении республике союзных предприятий на её территории.

### XXI век
- 2001 — парламентские выборы в Великобритании, вторая подряд победа лейбористов.
- 2017 — катастрофа Y-8 под Тавоем над Андаманским морем, 122 погибших.

## Родились
См. также: Категория:Родившиеся 7 июня

### До XIX века
- 1003 — Цзин-цзун (ум. 1048), основатель и первый император Западного Ся (1038—1048).
- 1422 — Федерико да Монтефельтро (ум. 1482), правитель Урбино (с 1474), кондотьер.
- 1502 — Жуан III (ум. 1557), король Португалии (1521—1557).
- 1660 — Георг I (ум. 1727), король Великобритании (с 1714), первый из Ганноверской династии на британском троне.
- 1702 — Людвиг Георг Зимперт (ум. 1761), маркграф Баден-Бадена (1707—1761).
- 1757 — Джорджиана Кавендиш, герцогиня Девонширская (ум. 1806), английская писательница, светская львица, хозяйка литературного салона.
- 1778 — Джордж Браммел (ум. 1840), английский денди, законодатель мод 1800-х годов, введший в моду шейные платки.
- 1794 — Пётр Чаадаев (ум. 1856), русский религиозный философ, писатель, общественный деятель и публицист.

### XIX век
- 1828 — Борис Чичерин (ум. 1904), русский правовед, философ, историк и публицист.
- 1829 — Николай Фёдоров (ум. 1903), мыслитель, создатель утопической системы, родоначальник русского космизма.
- 1837 — Алоис Гитлер (ум. 1903), австрийский чиновник, отец Адольфа Гитлера.
- 1840 — Шарлотта Бельгийская (ум. 1927), принцесса Бельгии, императрица-консорт Мексики.
- 1845 — Леопольд Ауэр (ум. 1930), российский и немецкий скрипач, дирижёр, композитор и педагог.
- 1848 — Поль Гоген (ум. 1903), французский живописец, график, скульптор и керамист, постимпрессионист.
- 1868 — Чарльз Ренни Макинтош (ум. 1928), английский архитектор, дизайнер и иллюстратор.
- 1872 — Леонид Собинов (ум. 1934), певец (лирический тенор), народный артист РСФСР, крупнейший представитель русской классической вокальной школы.
- 1877 — Чарльз Баркла (ум. 1944), английский физик, лауреат Нобелевской премии (1917).
- 1879 — Кнуд Расмуссен (ум. 1933), датский этнограф, исследователь Гренландии и арктической Америки.
- 1889 — Михаил Цехановский (ум. 1965), художник и режиссёр, один из зачинателей советской мультипликации.
- 1890 — Луи Шадурн (ум. 1925), французский поэт, писатель-романист.
- 1896
  - Роберт Малликен (ум. 1986), американский химик, профессор, лауреат Нобелевской премии (1966).
  - Имре Надь (ум. 1958), венгерский политик, премьер-министр в 1953—1955 гг. и во время восстания 1956 г.
- 1897 — Кирилл Мерецков (ум. 1968), Маршал Советского Союза, Герой Советского Союза.

### XX век
- 1901 — Кришнасами Венкатараман (ум. 1981), индийский учёный-химик.
- 1905 — Джеймс Брэддок (ум. 1974), американский боксёр, чемпион мира в супертяжёлом весе.
- 1906 — Константин Платонов (ум. 1984), советский психолог, доктор психологических наук и доктор медицинских наук, профессор.
- 1909
  - Вирджиния Апгар (ум. 1974), американский врач-анестезиолог в акушерстве, автор знаменитой шкалы Апгар.
  - Роберто Гавальдон (ум. 1986), мексиканский кинорежиссёр и сценарист.
  - Янис Грантиньш (ум. 1974), советский и латвийский актёр театра и кино.
  - Иван Кузнецов (ум. 1976), киноактёр («Семеро смелых», «Два бойца» и др.), заслуженный артист РСФСР.
  - Джессика Тэнди (ум. 1994), американская актриса, обладательница премий «Оскар», «Золотой глобус», «Эмми» и др.
- 1914 — Ходжа Ахмад Аббас (ум. 1987), индийский писатель, сценарист, кинорежиссёр и продюсер.
- 1917
  - Гвендолин Брукс (ум. 2000), американская поэтесса, лауреат Пулитцеровской премии.
  - Дин Мартин (наст. имя Дино Пол Крочетти; ум. 1995), американский певец и актёр итальянского происхождения.
- 1920 — Жорж Марше (ум. 1997), французский политик, в 1972—1994 гг. генеральный секретарь Французской компартии.
- 1923 — Олег Голубицкий (ум. 1995), актёр театра и кино («Есть такой парень», «Майор Вихрь» и др.), заслуженный артист РСФСР.
- 1928
  - Джеймс Айвори, американский кинорежиссёр, продюсер, сценарист, лауреат «Оскара» и др. наград.
  - Чарльз Страуз (ум. 2025), американский композитор, лауреат премий «Эмми» и «Грэмми».
- 1932 — Юрий Ермолаев (ум. 2017), цирковой артист, дрессировщик, режиссёр, народный артист СССР.
- 1933 — Аркадий Арканов (ум. 2015), писатель-сатирик, драматург, эссеист, поэт, актёр, телеведущий, народный артист России.
- 1938
  - Александр Дольский, советский и российский поэт, композитор, бард и актёр.
  - Татьяна Лаврова (ум. 2007), актриса театра и кино, народная артистка РСФСР.
- 1940
  - Том Джонс (наст. имя Томас Джон Вудворд), британский эстрадный певец.
  - Леонид Кулагин, актёр и режиссёр театра и кино, сценарист, народный артист РСФСР.
- 1942 — Муаммар Каддафи (убит в 2011), ливийский государственный и военный деятель.
- 1952
  - Дарья Донцова (наст. имя Агриппина Донцова), российская писательница, автор «иронических детективов».
  - Лиам Нисон, североирландский актёр.
  - Орхан Памук, турецкий писатель, лауреат Нобелевской премии по литературе (2006).
- 1953
  - Яромир Ногавица, чешский поэт, композитор, автор и исполнитель песен.
  - Либуше Шафранкова (ум. 2021), чехословацкая и чешская актриса.
- 1957
  - Александр Маршал, российский рок-музыкант, певец, бас-гитарист, автор песен.
  - Владимир Симонов, советский и российский актёр театра и кино, народный артист РФ.
- 1958 — Принс (полн. имя Принс Роджерс Нельсон; ум. 2016), американский певец, музыкант, композитор, автор песен.
- 1960
  - Хирохико Араки, японский мангака.
  - Татьяна Друбич, советская и российская актриса театра и кино.
- 1962 — Наталья Корецкая, советская и российская актриса театра и мюзиклов, певица.
- 1963 — Джулиан Лоуэнфельд, американский и российский поэт, драматург, судебный юрист, композитор и переводчик, считающийся одним из лучших переводчиков произведений А. С. Пушкина на английский язык.
- 1965 — Михаил Шац, российский телеведущий, шоумен, юморист, актёр театра и кино.
- 1967 — Юрий Степанов (погиб в 2010), российский актёр театра и кино («Время танцора», «Война», «Груз 200» и др.).
- 1968 — Сара Пэриш, английская актриса.
- 1969 — Ким Родс, американская актриса кино и телевидения.
- 1970
  - Кафу (Маркус Эванжелиста ди Мораес), бразильский футболист, двукратный чемпион мира (1994, 2002).
  - Майк Модано, американский хоккеист, обладатель Кубка Стэнли, серебряный призёр Олимпийских игр (2002).
- 1971 — Аня Лундквист, шведская актриса театра и кино.
- 1972 — Сергей Чумаков, российский певец, автор песен.
- 1975 — Аллен Айверсон, американский баскетболист, MVP НБА (2001), бронзовый призёр Олимпийских игр (2004).
- 1978
  - Мини Анден, шведская фотомодель и актриса.
  - Эдриэнн Франц, американская актриса «мыльных опер».
- 1979 — Анна Торв, австралийская актриса.
- 1981
  - Анна Курникова, российская теннисистка и фотомодель.
  - Лариса Олейник, американская актриса театра, кино и телевидения.
- 1986
  - Глюк’оzа (наст. имя Наталья Ионова), российская поп-певица и актриса.
  - Анна Котова, российская актриса театра и кино.
- 1988 — Екатерина Макарова, российская теннисистка, олимпийская чемпионка в парном разряде (2016).
- 1990
  - Игги Азалия (наст. имя Аметист Амелия Келли), австралийская хип-хоп-исполнительница, автор песен.
  - Нико Вальтер, немецкий бобслеист, серебряный призёр Олимпийских игр (2018).
  - Эллисон Шмитт, американская пловчиха, 4-кратная олимпийская чемпионка, чемпионка мира.
- 1991 — Эмили Ратаковски, американская модель и актриса.

### XXI век
- 2000 — Эдуард Сперцян, армянский и российский футболист.
- 2002 — Танги Ньянзу, французский футболист.

## Скончались
См. также: Категория:Умершие 7 июня

### До XIX века
- 555 — Вигилий, 59-й папа римский (537—555).
- 1329 — Роберт Брюс (р. 1274), король Шотландии (1306—1329).
- 1710 — Луиза де Лавальер (р. 1644), герцогиня, фаворитка короля Франции Людовика XIV.

### XIX век
- 1826 — Йозеф Фраунгофер (р. 1787), немецкий физик, оптик, изобретатель.
- 1840 — Фридрих Вильгельм III (р. 1770), король Пруссии (1797—1840).
- 1843
  - Алексис Бувар (р. 1767), французский астроном, директор Парижской обсерватории.
  - Фридрих Гёльдерлин (р. 1770), немецкий поэт, философ, переводчик.
- 1848 — Виссарион Белинский (р. 1811), русский литературный критик, публицист, философ и демократ.

### XX век
- 1905 — Карл Кельнер (р. 1851), австрийский химик и оккультист.
- 1924 — Уильям Джеймс Пирри (р. 1847), ирландский кораблестроитель, создатель «Титаника».
- 1926 — Николай Чхеидзе (р. 1864), российский и грузинский политический деятель.
- 1927 — убит Пётр Войков (р. 1888), революционер, советский политический деятель, дипломатический работник.
- 1929 — Алексей Бахрушин (р. 1865), русский купец, коллекционер, меценат, основатель Театрального музея.
- 1937 — Джин Харлоу (урожд. Харлин Харлоу Карпентер; р. 1911), американская киноактриса, секс-символ 1930-х гг.
- 1945 — Оскар Пауль Дирлевангер (р. 1895), немецкий офицер войск СС, командир 36-й гренадерской дивизии СС «Дирлевангер», военный преступник.
- 1948 — Жорж Ю (р. 1858), французский композитор.
- 1954 — Алан Матисон Тьюринг (р. 1912), английский математик, разработчик первых вычислительных машин.
- 1959 — Пятрас Вайчюнас (р. 1890), литовский поэт и драматург.
- 1963 — Сейзу Питтс (р. 1894), американская актриса театра, кино и телевидения.
- 1965 — Джуди Холлидэй (р. 1922), американская актриса, обладательница премии «Оскара» и др. наград.
- 1966 — Жан Арп (р. 1886), немецкий и французский поэт, художник, скульптор.
- 1967
  - Сергей Городецкий (р. 1884), русский советский поэт, переводчик.
  - Дороти Паркер (р. 1893), американская писательница, поэтесса, журналистка.
- 1968 — Фёдор Токарев (р. 1871), русский советский конструктор стрелкового оружия, Герой Социалистического Труда.
- 1970 — Эдвард Морган Форстер (р. 1879), английский писатель-прозаик, литературный критик, сценарист, биограф.
- 1973 — Александр Пономарёв (р. 1918), советский футболист и футбольный тренер.
- 1978 — Рональд Джордж Рейфорд Норриш (р. 1897), английский физико-химик, лауреат Нобелевской премии по химии (1967).
- 1980 — Генри Миллер (р. 1891), американский писатель и художник.
- 1985 — Джорджия Хейл (р. 1900 или 1905), американская актриса немого кино.
- 1993 — погиб Дражен Петрович (р. 1964), югославский и хорватский баскетболист, чемпион мира и Европы.
- 1994 — Деннис Поттер[англ.] (р. 1935), английский сценарист, теледраматург и журналист.
- 1998 — Тома Нарсежак (при рожд. Пьер Робер Эро; р. 1908), французский писатель и сценарист, автор детективов.
- 2000 — Любиша Савич (р. 1958), югославский сербский военный и общественный деятель, участник Гражданской войны в Боснии, командир сербской легкопехотной бригады «Пантеры».

### XXI век
- 2013
  - Алексей Борзунов (р. 1943), советский и российский актёр театра, кино и дубляжа, заслуженный артист РФ.
  - Пьер Моруа (р. 1928), французский политик, премьер-министр Франции (1981—1984).
  - Ричард Рамирес (р. 1960), американский маньяк, серийный убийца.
- 2015 — Кристофер Ли (р. 1922), английский актёр театра, кино и озвучивания, певец.
- 2024 — Уильям Андерс (р. 1933), американский военный лётчик, астронавт, генерал-майор ВВС США, государственный деятель. 21—27 декабря 1968 года совершил полёт в космос в составе экипажа космического корабля «Аполлон-8», первый в истории пилотируемый полёт к Луне.
- 2025 — Наталия Потапова (р. 1952), советская и российская актриса театра и кино. Заслуженная артистка Российской Федерации (1996).

## Приметы
Иван — Медвяные росы. Иван Гусятник. Иванов день.
- С Иванова дня пошли медвяные (вредные) росы. Травы и коренья (лечебные) кладут под Иванову росу.
- Гусятник, завистник птиц. Поздние посевы яровой пшеницы.
- В этот день примечали, если на рябине много цветов — будет хороший урожай хлеба[9].